# Più rosa che giallo
Più rosa che giallo è una serie televisiva diretta da Alberto Bonucci trasmessa dalla Rai nel 1962. È andata in onda, settimanalmente, in 7 puntate dal 12 giugno al 24 luglio.

## Episodi
| nº | Titolo                   | Data           |
| -- | ------------------------ | -------------- |
| 1  | Suicidio perfetto        | 12 giugno 1962 |
| 2  | Il secondo nodo scorsoio | 19 giugno 1962 |
| 3  | Sangue sui Campi Elisi   | 26 giugno 1962 |
| 4  | Delitto alla televisione | 3 luglio 1962  |
| 5  | La signora della collana | 10 luglio 1962 |
| 6  | Scacco al re             | 17 luglio 1962 |
| 7  | Appuntamento col boia    | 24 luglio 1962 |